# Mật danh K2
Mật danh K2 (tiếng Hàn: 더 케이투, tựa phim tiếng Anh: The K2) là một bộ phim truyền hình Hàn Quốc được công chiếu năm 2016 với sự tham gia của các diễn viên Ji Chang-wook, Im Yoona và Song Yun-ah. Bộ phim được phát sóng trên kênh tvN vào thứ Sáu và thứ Bảy hàng tuần lúc 20:30 (KST) từ ngày 23 tháng 9 đến ngày 12 tháng 11 năm 2016. ngoài ra được phát sóng tại 1 số quốc gia Việt Nam, Đài Loan, Hồng Kông, Nhật Bản, Singapore, Indonesia, Malaysia, Philippines, Trung Quốc, Thái Lan, Israel và Hy Lạp.

## Tóm tắt
Kim Je-ha (bí danh) (Ji Chang-wook) là một cựu lính đánh thuê cho công ty quân sự tư nhân Blackstone. Khi ở Iraq, anh đã bị vu oan tội giết Raniya, một người phụ nữ thường dân và cũng là người tình của anh. Vì vậy, anh đã bỏ trốn, trở về Hàn Quốc và tình cờ được mời làm vệ sĩ cho Choi Yoo-jin (Song Yoon-ah), chủ nhân của công ty an ninh tư nhân JSS Security và là phu nhân của một ứng cử viên Tổng thống Jang Se-joon (Jo Sung-ha). Anh đã nhận lời làm việc cho JSS với điều kiện là phải nhận được những nguồn lực cần thiết để trả thủ Park Kwan-soo (Kim Kap-soo), một ứng cử viên khác và cũng là người đã ra lệnh giết Raniya trước đó. Je-ha được giao nhiệm vụ bảo vệ Go Ahn-na (Im Yoon-ah), con gái bí mật của Jang Se-joon  người luôn bị đe dọa tính mạng bởi chính Yoo-jin, mẹ kế của cô. Ahn-na là một người đã sống ẩn dật suốt cuộc đời. Cô đã bắt đầu tin tưởng Je-ha sau khi gặp anh, người luôn quan tâm và bảo vệ cô bằng mọi giá. Tình yêu giữa họ dần nảy nở, khiến Je-ha rơi vào tình thế khó xử khi phải vừa hợp tác với Yoo-jin để thực hiện kế hoạch trả thù Park Kwan-soo, vừa phải bảo vệ tình yêu mới, An-na, trái ngược với nguyện vọng của Yoo-jin.
Một nhân vật quan trọng khác là anh trai cùng cha khác mẹ của Choi Yoo-jin, Choi Sung-won (Lee Jung-jin), người con trai của nhân tình và sau này là vợ kế của cha cô, là đối thủ cạnh tranh gay gắt của chị gái của mình. Hắn đã hợp tác với Park Kwan-soo để gây ra cái chết cho Jang Se-joon và Choi Yoo-jin nhưng cuối cùng cũng phải trả giá bằng mạng sống của mình dưới tay Kim Dong-mi (Shin Dong-mi), người trợ lý tận tụy (và tàn nhẫn) của Choi Yoo-jin. Je-ha cũng đạt được mục tiêu trả thù của mình nhờ việc Park tự sát vì những hành vi tàn ác của mình. Từ đó, Je-ha được minh oan. Bộ phim kết thúc với cảnh Je-ha và An-na ôm nhau ở nước ngoài, An-na hỏi Je-ha tên thật của anh và Je-ha sắp sửa tiết lộ.

## Diễn viên

### Diễn viên chính
- Ji Chang-wook vai Kim Je-ha

Anh là cựu đặc vụ quân sự Blackstone, từng đóng quân tại Iraq cho đến khi trốn sang Hàn Quốc sau khi bị vu oan tội giết người, bị truy nã bởi Interpol. Khi trốn về Hàn Quốc, anh và Yoo Jin đã gặp nhau trong một hoàn cảnh đặc biệt, khiến Yoo Jin phải nhận anh vào JSS. Một người lính đánh thuê hoạt động dưới lực lượng đặc biệt JSS, anh được JSS bao che, đặt tên là Kim Je-ha/K2 để che giấu tên thật. Je-ha làm việc cho Yoo Jin, lúc đầu, anh bảo vệ cho Yoo Jin, nhưng dần dần nhìn thấy những việc độc ác mà Yoo Jin đã và đang làm, anh đã dần rời xa cô và đến với Anna.
- Im Yoona vai Go Ahn-na

Một người con gái ngoài giá thú của ứng cử viên Tổng thống với một ngôi sao nổi tiếng. Sau khi mẹ mất, Anna bị mẹ kế là Yoo Jin bắt ép, đưa sang Tây Ban Nha với mục đích là tránh để giới báo chí biết được, có thể dập tắt con đường tiến cử của chồng mình. Sau 9 năm bị " giam lỏng" ở một tu viện, Anna trở nên cô đơn, sợ hãi mọi người xung quanh và ánh đèn máy ảnh. Nhiều lần cô cố chạy thoát nhưng đều bị bắt lại. Trong một lần chạy chốn, Anna bắt gặp Jea Ha và cầu cứu sự giúp đỡ nhưng bị từ chối vì anh ta cũng đang chạy chốn. Cô từ Tây Ban Nha về Hàn Quốc và tình cờ gặp lại Jea Ha. Jea Ha được Yoo Jin sắp xếp là vệ sĩ cho cô, đồng thời chuẩn bị cho việc ám sát Anna. Nhưng giữa hai người lại nảy sinh tính cảm. Cả hai đã cố gắng để vượt qua mọi trở ngại.
- Song Yoon-ah vai Choi Yoo-jin

Phu nhân của vị ứng cử viên Tổng thống Jang Se-joon và là con gái duy nhất của một gia đình tài phiệt. Cô là một người rất có tham vọng. Từ nhỏ đã học về kinh tế và có tiền đồ rất sáng. Nhưng chỉ vì tình yêu dành cho Jang Se Joon mà từ bỏ quyền thừa kế gia tài của bố. Nhưng tình yêu của cô cũng bị phản bội khi Jang Se Joon đã gặp gỡ, yêu và có một đứa con chung là Anna với người phụ nữ khác trước khi đến với cô vì vụ lợi cá nhân. Yoo Jin phải sống trong những ngày tháng đau khổ, cô đơn vì hôn nhân không hạnh phúc, cô tìm đến tham vọng và quyền lực để giảm bớt đi nỗi đau. Khi Yoo Jin gặp được Kim Jea Ha/K2, cô cảm thấy mình được cứu vớt từ trong chuỗi ngày cô độc. Cô sắp xếp để K2 làm vệ sĩ cho Anna đồng thời là kế hoạch cho việc ám sát Anna. Cùng K2 vượt qua biết bao khó khăn nhưng người phụ nữ ấy không thể khẳng định tình cảm của mình dành cho K2 và lại một lần nữa chìm trong ghen tị và đau khổ khi thấy K2 bảo vệ cho Anna, và quay lưng lại với cô.
- Jo Sung-ha vai Jang Se-joon - Một ứng cử viên tổng thống và là bố của Ahnna.

Ông là một ứng cử viên tổng thống lăng nhăng, một phần chịu trách nhiệm hối lộ cho vợ mình, Choi Yoo-jin. Ông cũng là cha ruột của An-na, người mà công chúng không hề hay biết về sự tồn tại. Vì An-na, ông buộc phải chịu sự kiểm soát của người vợ tham nhũng, kẻ liên tục tống tiền ông làm theo ý của bà. Xuyên suốt bộ phim, ông dường như không thể hiện tình cảm với con gái, nhưng sau đó lại tiết lộ với Je-ha rằng ông thực sự yêu thương An-na và sẵn sàng phục tùng vợ chỉ để giữ an toàn cho cô.
- Kim Kap-soo vai Park Gwan-soo

Ông là đối thủ chính trị của Se-joon và là lãnh đạo của đảng cầm quyền hiện tại. Ông cũng là là kẻ phản diện chính của bộ phim.

### Diễn viên phụ
- Lee Jung-jin vai Choi Sung-won[6]- Em trai cùng cha khác mẹ của Yoo-jin và là CEO hiện tại của Tập đoàn JB. Cả anh và chị gái đều có mâu thuẫn về phần lớn cổ phần của JSS Security và công ty gia đình của họ. Anh ta cũng liên tục cố gắng lôi kéo Je-ha tham gia cùng mình, tin rằng anh ta là một người có quyền lực, nhưng Je-ha liên tục từ chối, cho đến khi Sung-won buộc phải làm điều đó bằng vũ lực
- Shin Dong-mi vai Kim Dong-mi - thư ký riêng kiêm cánh tay phải của Yoo-jin, rất căm ghét Je-ha & đã cố gắng giết anh ta nhiều lần.
- Lee Ye-eun vai Jang Mi-ran - Cô là một trong những vệ sĩ cá nhân sát cánh cùng Je-ha để bảo vệ An-na, hoạt động với mật danh J4. Ban đầu cô ấy phải lòng Je-ha, nhưng sau đó đã nhận lời tỏ tình của Sung-gyu.
- Lee Jae-woo vai Kang Sung-gyu- Anh là một trong những vệ sĩ cá nhân làm việc cùng với Je-ha và Mi-ran để bảo vệ An-na, hoạt động với mật danh K1. Anh yêu Mi-ran, người sau này đã đáp lại tình cảm của anh.

### Khách mời
- Joo Sae-byuk trong vai Người phụ nữ ngoại tình với Jang Se-joon (Tập 1)
- Son Tae-young trong vai Uhm Hye-rin, mẹ của An-na và là một cựu ngôi sao nổi tiếng
- Jo Hee-bong trong vai cảnh sát
- Sung Dong-il trong vai cảnh sát (Tập 3)
- Yoo Seung-mok trong vai Nghị sĩ Kim
- Lee Han-wi trong vai thư ký của Chủ tịch (Tập 10)
- Jo Dong-hyuk trong vai đội trưởng Đội đặc nhiệm JSS (Tập 8)
- Choi Jung-min
- Park Jung-sang
- Carson Allen trong vai Raniya- người yêu của Je-Ha khi làm nhiệm vụ cho quân đội Iraq, về sau bị sát hại

## Sản xuất
Bộ phim được viết kịch bản bởi Jang Hyuk-rin, cũng là người viết kịch bản cho Thiên tài lang băm, Reset và được đạo diễn bởi PD Kwak Jung-hwan của Săn nô lệ, Neighborhood Hero.

## Nhạc phim
| The K2 OST       | The K2 OST                               | The K2 OST       | The K2 OST |
| STT              | Nhan đề                                  | Nghệ sĩ          | Thời lượng |
| ---------------- | ---------------------------------------- | ---------------- | ---------- |
| 1.               | "The K2 Main Theme"                      | Nhiều nghệ sĩ    | 6:45       |
| 2.               | "Today" (오늘도)                         | Kim Bo-hyung     | 3:44       |
| 3.               | "Sometimes" (아주 가끔)                  | Yoo Sung-eun     | 3:51       |
| 4.               | "Amazing Grace"                          | Yoona            | 2:13       |
| 5.               | "Love You"                               | Min Kyung-hoon   | 3:50       |
| 6.               | "As If Time Has Stopped" (시간이 멈춘듯) | Park Kwang-sun   | 4:57       |
| 7.               | "Anemone"                                | Jan              | 3:52       |
| 8.               | "The Witch and the Girl"                 | Nhiều nghệ sĩ    | 3:56       |
| 9.               | "Mirror Mirror"                          | Yang Sun-mi      | 2:52       |
| 10.              | "Wolf Knight"                            | Yang Sun-mi      | 4:44       |
| 11.              | "Quando Corpus Morietur"                 | Nhiều nghệ sĩ    | 5:01       |
| 12.              | "Wolf's Song"                            | Yang Sun-mi      | 3:30       |
| 13.              | "Serenade"                               | Yang Sun-mi      | 3:38       |
| 14.              | "Witching Hour"                          | Nhiều nghệ sĩ    | 2:40       |
| 15.              | "The Witch's Advice"                     | Kim Min-young    | 3:01       |
| 16.              | "Der Rosenkavalier"                      | Nhiều nghệ sĩ    | 4:59       |
| 17.              | "Against All Odds"                       | Nhiều nghệ sĩ    | 3:25       |
| 18.              | "A Queen of the Forest"                  | Nhiều nghệ sĩ    | 4:37       |
| 19.              | "Anna`s Appassionata"                    | Nhiều nghệ sĩ    | 3:11       |
| 20.              | "Anemone"                                | Yang Sun-mi      | 3:45       |
| Tổng thời lượng: | Tổng thời lượng:                         | Tổng thời lượng: | 1:18:31    |

## Tỷ suất người xem
Trong bảng phía dưới, số màu xanh biểu thị tập có tỷ suất người xem thấp nhất và số màu đỏ biểu thị tập có tỷ suất người xem cao nhất.
| 1  | 23 tháng 9 năm 2016  | 4,2% | 3,225% | 3,257% |
| 2  | 24 tháng 9 năm 2016  | 4,9% | 3,396% | 3,821% |
| 3  | 30 tháng 9 năm 2016  | 4,6% | 4,390% | 4,743% |
| 4  | 1 tháng 10 năm 2016  | 5,4% | 3,948% | 3,936% |
| 5  | 7 tháng 10 năm 2016  | 5,2% | 4,622% | 4,820% |
| 6  | 8 tháng 10 năm 2016  | 5,6% | 6,636% | 8,489% |
| 7  | 14 tháng 10 năm 2016 | 6,1% | 5,059% | 5,343% |
| 8  | 15 tháng 10 năm 2016 | 6,4% | 5,707% | 7,410% |
| 9  | 21 tháng 10 năm 2016 | 4,6% | 4,849% | 5,410% |
| 10 | 22 tháng 10 năm 2016 | 5,2% | 5,646% | 6,688% |
| 11 | 28 tháng 10 năm 2016 | 4,5% | 4,932% | 5,817% |
| 12 | 29 tháng 10 năm 2016 | 5,0% | 5,369% | 5,717% |
| 13 | 4 tháng 11 năm 2016  | 4,5% | 4,489% | 5,210% |
| 14 | 5 tháng 11 năm 2016  | 5,4% | 4,574% | 5,279% |
| 15 | 11 tháng 11 năm 2016 | 5,2% | 5,523% | 6,538% |
| 16 | 12 tháng 11 năm 2016 | 5,1% | 5,467% | 6,537% |

## Giải thưởng
| Năm  | Giải thưởng                           | Hạng mục                  | Đề cử         | Kết quả  |
| ---- | ------------------------------------- | ------------------------- | ------------- | -------- |
| 2016 | Asia Artist Awards                    | Popularity Award, Actress | Im Yoon-ah    | Đạt giải |
| 2016 | Asia Artist Awards                    | Asia Star Award, Actress  | Im Yoon-ah    | Đạt giải |
| 2016 | 31st Korea's Best Dresser Swan Awards | Best Dressed Actress      | Im Yoon-ah    | Đạt giải |
| 2016 | 31st Korea's Best Dresser Swan Awards | Best Dressed Actor        | Ji Chang-wook | Đạt giải |
| 2017 | 5th Annual DramaFever Awards          | Best Bad Boy              | Ji Chang-wook | Đạt giải |
| 2017 | 5th Annual DramaFever Awards          | Best Villain              | Song Yoon-ah  | Đề cử    |